# Гінці
Гінці́ — село в Україні, у Лубенському районі Полтавської області. Населення становить 221 осіб. Колишній орган місцевого самоврядування — Духівська сільська рада.

## Географія
Село Гінці знаходиться на правому березі річки Удай, вище за течією примикає село Духове, нижче за течією на відстані 4 км розташоване село Горобії, на протилежному березі — село Нетратівка. Річка в цьому місці звивиста, утворює лимани, стариці та заболочені озера.

## Історія
5 лютого 1715 р. гетьман Скоропадський підтвердив осавулу Івану Павловичу права на село Гінці Лубенського повіту.
- 12 червня 2020 року, відповідно до розпорядження Кабінету Міністрів України № 721-р «Про визначення адміністративних центрів та затвердження територій територіальних громад Полтавської області», село увійшло до складу Новооржицької селищної громади[2].
- 19 липня 2020 року, в результаті адміністративно - територіальної реформи та ліквідації  Оржицького району, село увійшло до складу новоутвореного Лубенського району[3].

## Економіка
- Птахо-товарна ферма.

## Об'єкти соціальної сфери
- Фельдшерсько-акушерський пункт.

## Пам'ятки
- Неподалік від села розташований ландшафтний заказник «Червонобережжя».
- Гінцівська стоянка часів пізнього палеоліту (15-13 тис. до н. е.)[4]. Відкрита в 1873 році археологом Ф. І. Камінським[5]
- У селі зберігся старовинний вітряк.

## Населення
Згідно з переписом УРСР 1989 року чисельність наявного населення села становила 300 осіб, з яких 125 чоловіків та 175 жінок.
За переписом населення України 2001 року в селі мешкало 219 осіб.

### Мова
Розподіл населення за рідною мовою за даними перепису 2001 року:
| Мова       | Відсоток |
| ---------- | -------- |
| українська | 94,57 %  |
| російська  | 5,43 %   |

## Відомі люди

### Народились
- Андрущенко Семен Матвійович — учитель, викладач іноземних мов та математики, професор Ніжинської гімназії вищих наук князя О. А. Безбородька.